# Yelbeni
Yelbeni är en ort i Australien. Den ligger i kommunen Trayning och delstaten Western Australia, omkring 190 kilometer nordost om delstatshuvudstaden Perth. Antalet invånare är 117.
Trakten runt Yelbeni är nära nog obefolkad, med mindre än två invånare per kvadratkilometer.. Närmaste större samhälle är Trayning, omkring 14 kilometer nordost om Yelbeni.
Trakten runt Yelbeni består till största delen av jordbruksmark. Genomsnittlig årsnederbörd är 383 millimeter. Den regnigaste månaden är juli, med i genomsnitt 47 mm nederbörd, och den torraste är december, med 13 mm nederbörd.